# Christopher Franke
Christopher Franke (geboren: Christoph Franke) (Berlijn, 6 april 1953) is een muzikant en was lid van de groepen Agitation Free en Tangerine Dream.

## Levensloop
Franke studeerde compositie en muziektheorie aan het "Stern’sche conservatorium", nu: Universiteit van de Kunsten in Berlijn. In zijn studietijd raakte hij beïnvloed door componisten zoals John Cage en Karlheinz Stockhausen en was actief in de rock- en jazzmuziek, met uiteindelijk de toetreding tot Agitation Free in 1966, als slagwerker.
Samen met de Zwitserse componist Thomas Kessler bouwde hij een geluidsstudio aan de muziekschool op. De cursussen voor improvisatie, die zij later aan deze school organiseerden, werden onder de naam Berlijnse School voor elektronische muziek bekend. Daarbij raakte Franke in contact met de schilder Edgar Froese, die in 1968 de groep Tangerine Dream opgericht had. Franke werd in deze groep eerst slagwerker, in 1973 voegde Peter Baumann zich erbij. Frankes instrumentarium verschoof langzaam van slagwerk naar synthesizers en sequencers. Het Britse blad Melody Maker waardeerde in 1974 het werk van Franke aan de "Moog-Synthesizer" als sturend en baanbrekend.
In 1980 verscheen de eerste solotitel "Chimes & Chains" van Franke binnen de box "A Decade Of Dreams". Het van Franke gepubliceerde uittreksel Das Mädchen auf der Treppe (Het meisje op de trap) kreeg door het gebruik in de gelijknamige film binnen de tv-krimiserie Tatort grote populariteit en bereikte als single een gouden plaat. Franke toerde met TD intensief over de gehele wereld.
In 1988 verliet Franke de groep Tangerine Dream en verbleef enige tijd in Spanje, waar hij zich alweer op zijn eigen muzikale intenties concentreerde. Als gevolg van een paar werken voor de Amerikaanse filmindustrie vertrok hij in 1990 naar Los Angeles, waar hij een nieuwe geluidsstudio opende. In 1991 richtte hij het Berlijnse Film-Symfonieorkest (Berliner Filmsymphonieorchester) op. Bij verschillende films werd in hetzelfde jaar de eerste eigen cd Pacific Coast Highway uitgegeven en het eerste soloconcert vond in de herfst van 1992 te Londen plaats.
In 1993 richtte hij zijn eigen platenlabel Sonic Images op. Opnieuw schreef hij soundtracks zoals bijvoorbeeld voor de Roland-Emmerich-Film Universal Soldier, muziek voor tv-series, bijvoorbeeld voor de Amerikaanse tv-series Raven en Pacific Blue en publiceerde albums zoals Klemania of Perry Rhodan – Pax Terra. Tot het jaar 2000 schreef Franke muziek voor rond 25 films, televisieseries en reclamespots. Voor het grotere publiek werd hij vooral bekend als componist van de soundtracks behorende bij de sciencefictionserie Babylon 5, die hij bijna geheel zelf schreef.
Christopher Franke componeerde samen met Konstantin Wecker de liederen voor het musical Ludwig², die in 2005 in première ging in het muziektheater Füssen, ook wel bekend als Feestspelhuis Neuschwanstein.

## Discografie
- Pacific Coast Highway (1991)
- Universal Soldier (1992)
- London Concert (1992)
- New music for films Vol.1 (1993)
- Klemania (1993)
- Babylon 5 (1995)
- Perry Rhodan Pax Terra (1996)
- The Celestine Prophecy (1996)
- Raven (1996)
- Tenchi the Movie: Tenchi Muyo in Love (1996)
- Enchanting Nature (1996)
- Babylon 5, volume 2: Messages From Earth (1997)
- Pacific Blue (1997)
- Transformation of Mind (1997)
- Epic (1999)
- New music for films Vol.2 (2000)
- The Calling (2000)
- The Best of Babylon 5 (2001)
- What the Bleep Do We Know!? (2004)
- Green Street Hooligans (2005)
- Ludwig² - Das Musical (2005)
- Babylon 5: The Lost Tales (2007)

## Serie
- Babylon 5-serie